# Amélékia
Amélékia è una città e sottoprefettura della Costa d'Avorio appartenente al  dipartimento di Abengourou. Conta una popolazione di 25 238 abitanti (censimento 2014).